# Mühlweg 26

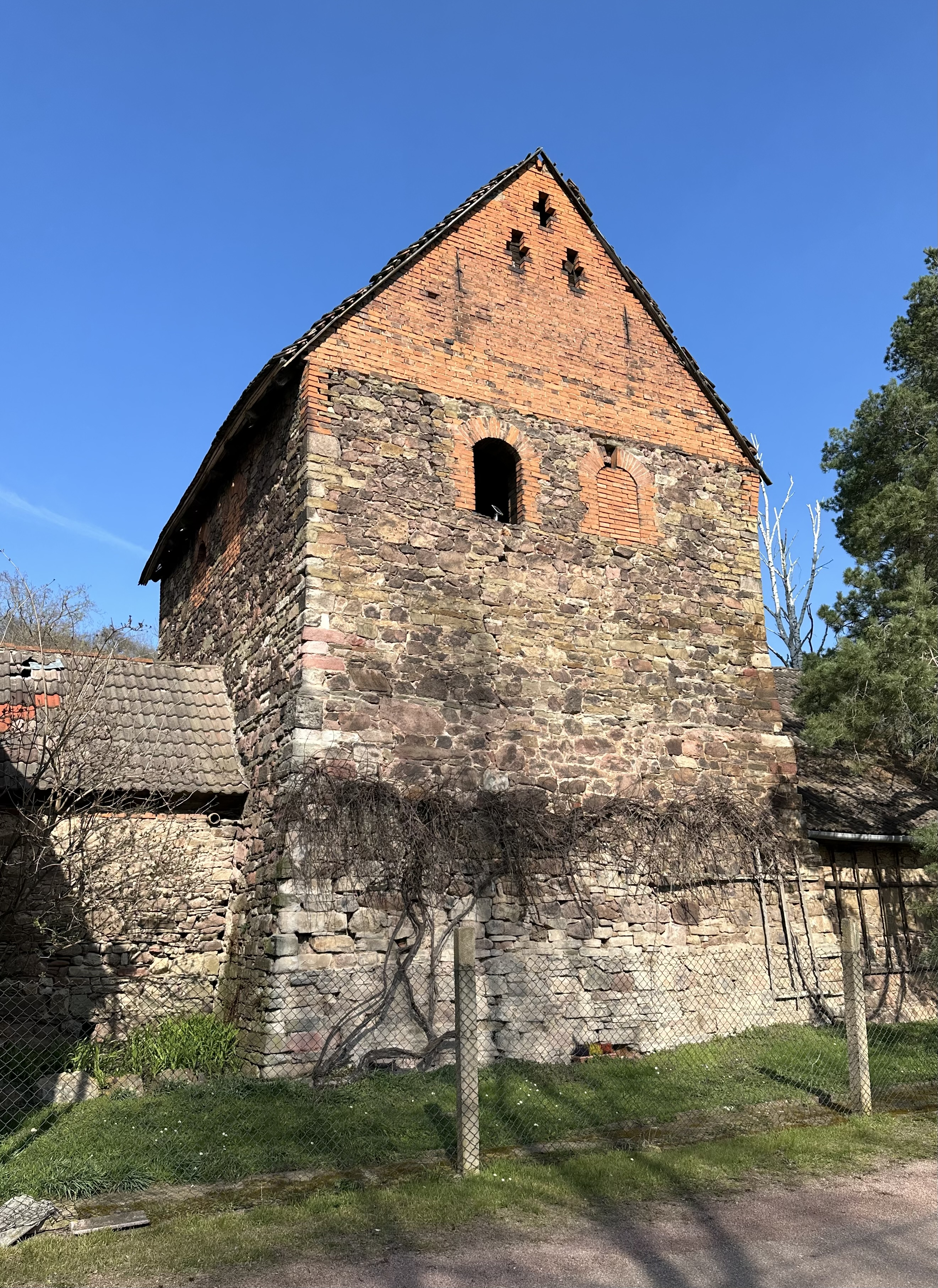
Mühlweg 26 im Jahr 2024

Das Gebäude Mühlweg 26 ist ein denkmalgeschützter ehemaliger Brennofen im Ortsteil Wettin der Stadt Wettin-Löbejün in Sachsen-Anhalt.

## Lage
Das Gebäude befindet sich westlich der Wettiner Pögritzmühle auf der Nordseite des Mühlwegs.

## Architektur und Geschichte
Bei dem Ofen handelt es sich um einen Ziegelkammerbrennofen, der als Teil einer bis 1908 betriebenen Ziegelei genutzt wurde. Nach der Betriebseinstellung wurde er für landwirtschaftliche Zwecke genutzt. Für diese Nutzung wurden Zwischendecken eingezogen.
In der Vergangenheit lautete die Adressierung Mühlenweg 26.
Im Denkmalverzeichnis des Landes Sachsen-Anhalt ist der Brennofen unter der Erfassungsnummer 094 55445 als Baudenkmal verzeichnet.